# Симпліційний многогранник

Октаедр — приклад симпліційного многогранника

Симпліці́йний многогра́нник — многогранник, всі грані якого — симплекси. Зокрема, тривимірний многогранник є симпліційним, якщо всі його грані — трикутники.

## Властивості
- Граф тривимірного симпліційного многогранника є максимально плоским графом, тобто, якщо додати до нього одне будь-яке ребро, то він перестане бути плоским.
- Симпліційні многогранники двоїсті простим.
  - Зокрема, для симпліційних многогранників виконується варіант рівнянь Дена — Сомервіля.
  - Многогранник одночасно простий і симпліційний є симплексом або многокутником.

## Часткові випадки

### Тривимірні
- Біпіраміди
- Дельтаедри — тривимірні симпліційні многогранники, всі грані яких — правильні трикутники. До них належать три правильних многогранники:
  - Тетраедр
  - Октаедр
  - Ікосаедр

### Багатовимірні
- Симплекс (гіпертетраедр)
- Гіпероктаедр
- Симпліційна сфера